# المسيد الأبيض
قرية المسيد الأبيض هي إحدى القرى التابعة لمركز أهناسيا في محافظة بني سويف في جمهورية مصر العربية. حسب إحصاءات سنة 2006، بلغ إجمالي السكان في المسيد الأبيض 8900 نسمة، منهم 4624 رجل و4276 امرأة.